# 고길동
고길동은 《아기공룡 둘리》에 등장하는 등장인물이다. 고길동은 실제로 아기공룡 둘리에서 관련된 다른 주인공들에 의해 많은 피해를 받는 희생자다. 노래실력이 뛰어나다.
에라이 이 녀석들아— NEW 18화 마술연필 마지막 장면에서의 대사

## 전투력
고길동은 상당한 전투력의 소유자이다. 검도를 배우지 않았음에도 상당히 여유롭게 공격과 방어가 가능하다. <얼음별 대모험>에선 칼보다 둔한 무기인 가시고기의 뼈만으로 머리 하나정도의 체급차가 나는 검을 든 바요킹과 대등히 전투했다.

## 사람들의 인식
실제로 만화를 즐기는 어린이들은 (둘리, 도우너, 또치)를 고길동에게 여러 면에서 당하는 피해자라고 생각할 것이다. 하지만 정확하게 알고 보면 아니면 상대방 입장을 생각하면서 만화를 볼 경우, 정작 불쌍한 상대는 (둘리, 도우너, 또치)가 아닌 고길동이라는 게 확실하다. 실제로 둘리를 고길동의 자식 영희가 주워온 계기를 시작으로 고길동이 여러 면에서 피해를 보는 장면이 뚜렷이 많다. 그럼에도 불구하고, 둘리와 그 친구들을 계속 집에서 키워주는 부처님에 가까운 모습을 보여준다. 사실 고길동은 둘리 일당 때문에 화가 난 것이다.
그러기 때문에 고길동이라는 인물은 현실적으로 대한민국에 사는 가장 착하거나 인심 많은 사람이래도 할 수 없는 인물 중 한 명이다.
의외로 정정명 작가의 '둘리와 함께' 시리즈의 '숫자놀이'편에서 구구별의 여왕은 고길동의 처지를 눈치채지 못하여 방문객의 둘리 일당에 공감하며 고길동이 나쁘다고 인식한 사례도 있다. (제시된 여왕의 대사 -> "오 저런저런. 길동 아저씨 정말 나쁘구나.")

## 고길동이 받은 피해
고길동이 받은 피해 목록은 고길동이 둘리, 도우너, 혹은 또치에게 피해를 받은 모든 것들을 말한다. 고길동의 피해는 다음과 같다. 참고로, 1987년의 아기공룡 둘리 외에서 일어난 일도 서술된다.
1. 둘리가 고길동의 집에 냉장고에 있는 과일들을 먹다가 고길동의 아내 박정자가 냉장고 문을 열었다는 말에 놀라자, 청소기로 치우려고 했으나 3단을 눌러서 고길동의 커튼을 훼손하고는 잠이 든 고길동의 의류와 머리카락을 흡수하여 결국엔 고길동을 벌거벗긴다. (게다가 정정명 작가의 작품인 <둘리와함께 - 가나별여행(글자놀이)> 비디오에서도 그 둘리 일행이 냉장고를 모두 털어버리자 고길동이 그들을 쫓아낼 궁리를 한다.)
2. 둘리는 바퀴벌레를 잡으려다가 고길동의 친구가 고길동 집에 찾아오자 커피를 마시고 대화하는 도중에 바퀴벌레를 잡겠다며 베개를 내리쳐 피해를 준다.
3. 둘리는 고길동 집을 나가서 고향으로 돌아가려다 선풍기를 도중에 훔쳐 아프리카까지 가 놓고는 그곳에서 온갖 아프리카의 동물들을 고길동의 집에 데려온다. 다만 구판은 고길동이 자녀들에게 구경을 시켜주려는 반면, 신판은 고길동이 고생하는 장면이 나온다.
4. 어느 날 깐따삐아라는 외계 별에서 온 외계인 도우너가 찾아오게 된 후, 도우너는 희동이 타임코스모스를 망가뜨리자 분노하여 고길동 집의 벽을 파괴한다. 심지어 친구 소개를 할 때 도우너가 인사할 때에 머리로 식탁을 박아 식탁 모서리를 파괴했다.
5. 늦은 밤에 타임코스모스 여행 시 철수와 영희와 희동도 같이 가게 되어 다음날 늦잠을 자게 만든다. 원래는 둘리가 살던 과거로 돌아가서 둘리를 데려다줄 생각이었으나 몰래 가마솥과 대야를 훔치며 결국엔 철수, 영희, 희동도 같이 가게 된다. 한편, 철수, 영희, 희동에겐 매우 위험한 여행이자 불필요한 여행이었다. 한가지 결론적으론 적어도 철수와 영희와 희동 정도만은 그 타임코스모스 여행을 갈 필요는 없었겠다.
6. 풍선으로 글자를 날리는 플랜카드를 둘리와 도우너가 잡고 도망가자, 사람들이 놓치지 않으려고 물고 늘어지다가 둘리와 도우너가 플랜카드를 놓치자, 잡고 늘어진 사람들도 다 떨어져 500만원의 손해배상 청구서가 고길동에게 돌아오고 만다.
7. 둘리가 북한 땅으로 떠난다는 구실로 고철을 모아놓는 고물상에서 자동차[내용주 2]를 훔치는 바람에 이 역시 청구비도 고길동이 내야 했다.
8. 둘리와 도우너가 행글라이더를 만들어 하늘을 날다가 그만 수많은 닭들을 다치고 죽게 해서 이 역시 손해배상 청구비를 고길동이 내고 말았다.
9. 서커스단에서 탈출한 타조 또치가 재주를 부리려고 전축에 넣고 음악 듣는 레코드판으로 묘기를 선보이다가 깨고 만다. 신판에서는 고길동이 자신의 박살난 레코드를 주워 안고 화가 나서 울분을 터뜨리는 모습이 나온다.
10. 아기공룡 둘리 일당이 소풍으로 산에 가다가 동굴에서 요술램프를 발견하고 요술램프는 결국 고길동 집으로 가고 만다. 램프 속에서 나온 할아버지가 고길동 냉장고 문을 열고 훔쳐먹으려 하자 고길동이 고발하겠다는 말에 집어던진다. 거기다 고길동이 강도로 신고했지만 오히려 고길동이 잘못 신고하는 꼴이 되었고 할아버지에게 정신적 피해까지 입게 된다.
11. 아기공룡 둘리 일당들은 신발을 물고기 삼아 낚시를 하여 신발들을 온갖 물로 묻히고 만다.
12. 도우너와 둘리가 고길동이 좋아하는 맥주병들을 던지고 잡는 재주를 부리다가 깨뜨리고 말았다. 그래서 둘리 일당은 혼날까봐 그 자리에는 겉 병 형태와 색깔이 같은 식용유, 참기름, 간장이 들어있는 병을 대신 넣게 된다.
13. 도우너가 희동이랑 물장난하면서 놀려고 국가대상 소방 살수차의 호스를 무단 사용해서 물을 엄청나게 뿌려 고길동의 집을 박살내고 만다.

### 2009년
1. 전축의 레코드판 속에 있는 디스크악마가 고길동을 납치해 버린 사건도 있다.
2. 쇠귀신은 고길동의 의자를 부러뜨리고 고길동 집의 대문을 부수고 고길동을 따라다니면서 회사의 자판기를 과부하시켜 버리고 고길동이 컴퓨터를 켰는데 비키니(?)를 입고 춤추는 여성과 팬티를 입고 스모를 하는 사람들이 컴퓨터에 포착되어 사람들에게 놀림을 받는다. 그리고 고길동의 자동차에 라디오와 브레이크를 뜯어먹고 경찰과 사고가 나게 하여 고길동을 놀래킨다.
3. 쇠귀신은 고길동의 돼지저금통을 뜯어 그 안의 동전을 먹는다.
4. 책장수를 둘리가 들여보냈는데 아무것도 살 필요없는 고길동이 발로 찼다는 빌미로 고길동이 오히려 나쁜 사람이 되고 만다.
5. 그리고 도우너 생일이라고 많은 호빵을 만들었는데 고길동이 먹는 것을 둘리가 이상한 벌레를 넣거나 고길동과 같은 형태의 요정으로 만들어서 놀랐다.
6. 옆집 마이콜이 노래 연습이라는 핑계로 주변을 시끄럽게 하여 고길동을 방해했다.
7. 둘리 일당이 마술연필을 구해서 고길동 집에서 온갖 그림을 그려 고길동에게 겁을 주는 장면이 꽤 나온다.
8. 둘리가 오랑우탄을 고길동 집에 몰래 끌어들여 여러 가지로 괴롭힌다.
9. 둘리의 일당들이 고길동을 요술빗자루를 통해 아주아주 무서운 아마존으로 아무도 모르게 데려가 고생시킨다.

### 얼음별 대모험
그런데, 고길동이 냉장고 안에 있었던 둘리에게 아이스크림을 탈취 당하는 등 여러 피해를 당하면서도 불구하고 둘리를 집 밖으로 버리는 행동을 하지 않은 건 절대로 아니다. 실제로 이 극장판에서 둘리를 여러 차례 물에 던져서 버리는 시도를 매번 했으면서도 계속 실패하고 만다. 심지어 고길동은 단단하고 큰 나무통에 넣고 나무통에 못을 단단하게 박아 월미도까지 데려갔다. 그리곤 서해 바다에 넣어 돌아왔으나 둘리는 역시 미리 돌아온다.
게다가 여기서 둘리는 고길동의 밥에 파리가 붙었다고 약으로 고길동의 얼굴과 밥에 벌레약을 뿌리는 피해까지 주기도 했다.
실제로 뒤이어 들어온 타조 또치 묘기를 보여주려고 맥주병과 접시 돌리기를 하였을 때에 정작 깨뜨리지는 않았으나 둘리가 희동이의 방해를 받아 수많은 접시를 깨뜨리기도 했으며 외계인 도우너도 타임코스모스를 희동이가 망가뜨렸다고 고길동의 집을 머리로 부수고 고길동의 얼굴에까지 박치기를 하였다.
그리고 둘리 일당들이 도우너의 타임코스모스를 타고 미래로 가려고 했으나 또치가 집을 지키겠다는 변명으로 남으려 하자, 고길동이 또치를 따라잡으려고 했는데 또치와 고길동 역시 강제로 우주로 출발하며 얼음별이 있는 쪽으로 가고 만다.

### 둘리와 함께
정정명 작가의 작품인 <둘리와함께 - 가나별여행(글자놀이)> 편에선 초창기와 마찬가지로 둘리, 도우너, 또치가 길동의 냉장고를 모두 털어버린 사례도 있었다.

## 성우
| 등장인물 | KBS(1987년판 애니메이션) 성우 | EBS(둘리의 배낭여행) 성우 | 극장판(아기공룡 둘리: 얼음별 대모험) 성우 | SBS(2008년판 애니메이션) 성우 | 한글탐정 둘리 성우 | 광고 성우 | 게임 성우 | 주인공 극장판 성우 |
| -------- | ----------------------------- | ------------------------- | ----------------------------------------- | ----------------------------- | ------------------ | --------- | --------- | ------------------ |
| 고길동   | 故 이재명                     | 기영도                    | 이인성                                    | 변영희                        | 김장               | 원호섭    | 장광      | 오인성             |

## 기타
정정명 작가의 작품인 <둘리와함께 - 구구별여행(숫자놀이)> 비디오에서는 의외로 길동의 불쌍함에 대해 아무것도 눈치채지 못한 구구여왕(구구별에 사는 여왕)은 고길동이 나쁘다고 인식하며 둘리 일당들과 공감하게 된다.
한글탐정 둘리에서는 악역으로 나온다.

### 내용주
1. ↑  다르게 말하자면 고길동이 심술궂은 인물이라고 인식하는것.
2. ↑  차종은 초기형 미니 쿠퍼로 추정된다.
3. ↑  예를 들어 8화에서는 아기 돼지들을 가둬놓거나, 9화에서는 희동이와 또치를 납치하여 둘리에게 금고를 가져오라고 말한다.